# Melia volkensii
Melia volkensii är en tvåhjärtbladig växtart som beskrevs av Guerke. Melia volkensii ingår i släktet Melia och familjen Meliaceae. Inga underarter finns listade i Catalogue of Life.